# BGL BNP Paribas
BGL BNP Paribas (anteriormente Banque Générale du Luxembourg o BGL) es un banco de Luxemburgo fundado el 29 de septiembre de 1919. Desde mayo de 2009, el banco es miembro del grupo BNP Paribas. Es uno de los mayores bancos en el Gran Ducado de Luxemburgo y es la segunda organización del país por número de empleados. 

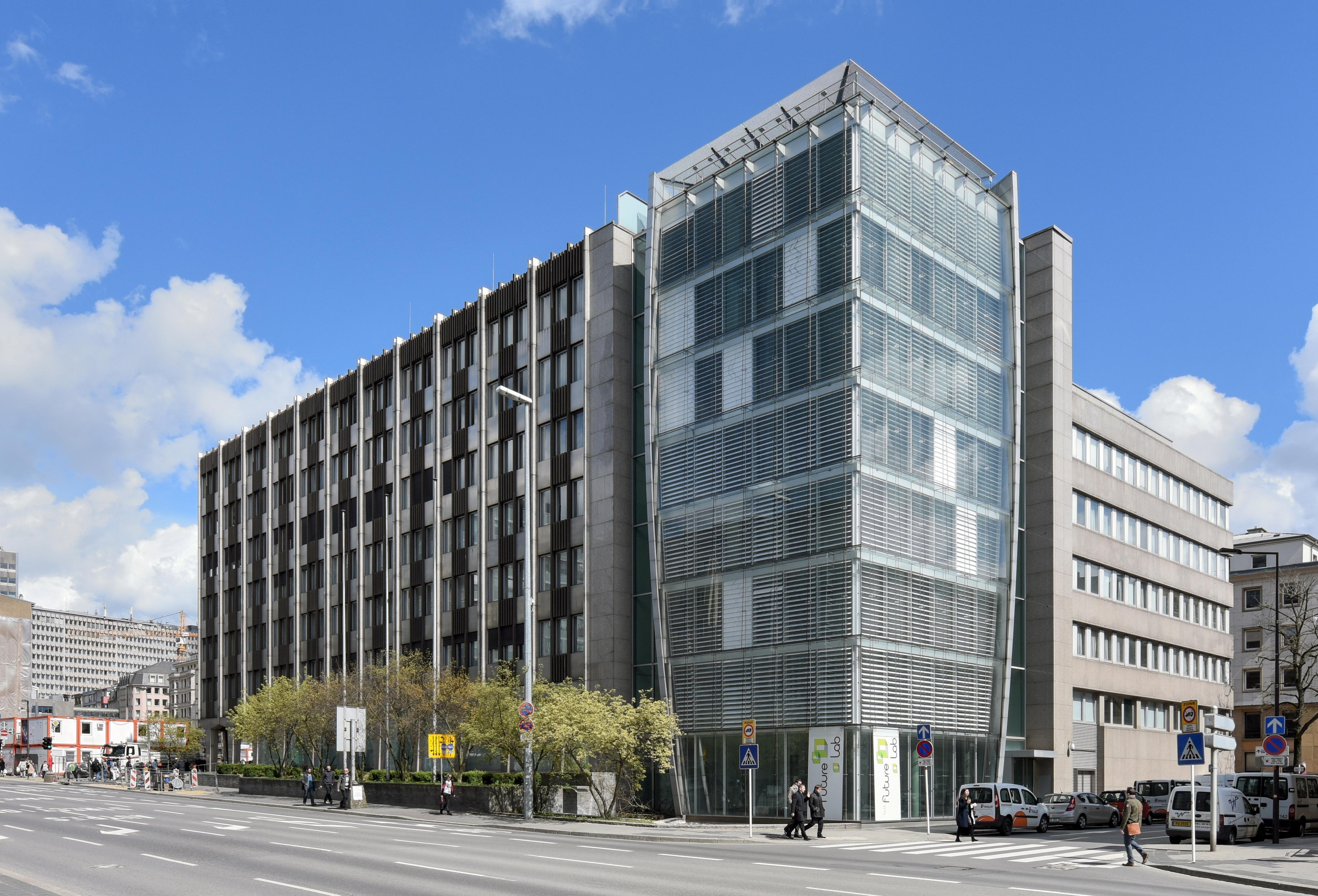
Sede del BGL BNP Paribas en el boulevard Royal de Luxemburgo

## Historia
Banque Générale du Luxembourg (BGL) fue fundado el 29 de septiembre de 1919 por Société Générale de Belgique conjuntamente con socios belgas y luxemburgueses. Su oficina registrada se encontraba en Arlon, Bélgica, y su oficina principal en la Ciudad de Luxemburgo. Rápidamente se trasladó a las nuevas instalaciones en el 14 de la calle Aldringen. Para 1928, se había convertido en un importante banco regional extendiendo sus operaciones a las regiones vecinas de Bélgica y Francia. En 1935, su oficina registrada fue trasladada a Luxemburgo donde BGL se convirtió en una corporación luxemburguesa. En la década de 1960, BGL se convirtió en un jugador clave en las finanzas internacionales con las transacciones transfronterizas ganando peso en sus operaciones. A finales de la década de 1970, entró en el mercado de los Eurobonos, abriendo oficinas en Milán, Hong Kong y Fráncfort y fundando Banque Générale du Luxembourg (Suisse) en Zúrich en 1982. El 29 de noviembre de 1984, las acciones de BGL cotizaron por primera vez en la bolsa de Luxemburgo.
Para 1999, BGL actuaba como banco comercial para sus clientes de Luxemburgo así como un banco de inversión ofreciendo servicios financieros a la comunidad internacional. En febrero de 2000, BGL y su accionista mayoritario Fortis formaron una asociación estratégica bajo la cual Fortis adquirió sobre el 97% de las acciones del banco. En 2005 cambió su nombre a Fortis Bank Fortis Bank Luxembourg. En 2008, el Estado de Luxemburgo adquirió el 49,9% de las acciones del banco; en septiembre de 2008, invirtió EUR 2.500 millones en Fortis Bank Luxembourg. Al mes siguiente, los gobiernos belgas y luxemburgués, en asociación con BNP Paribas, consolidaron las estructuras de negocio de Fortis en Bélgica y Luxemburgo. En diciembre, el Estado de Luxemburgo se convirtió en accionista del 49,9% y cambió el nombre del banco a BGL. En mayo de 2009, BNP Paribas se convirtió en accionista mayoritario (65,96%) en BGL, el Estado de Luxemburgo reteniendo el 34%. El 21 de septiembre, el nombre registrado del banco fue modificado a BGL BNP Paribas y en febrero de 2010, BGL BNP Paribas se convirtió en dueño al 100% de BNP Paribas Luxembourg. La transferencia fue finalizada el 1 de octubre de 2010 con la incorporación del negocio de BNP Paribas Luxembourg en la plataforma de operaciones de BGL BNP Paribas.

## Evolución reciente
El banco registró una evolución financiera positiva en los primeros seis meses de 2011 con un beneficio neto consolidado de EUR 207,6 millones y uno ingresos bancarios netos de EUR 400 millones. Comparaciones con el mismo periodo de 2012 son sin embargo difíciles de hacer, dada la integración del banco en el grupo BNP Paribas.
A 1 de enero de 2011, BGL BNP Paribas es el segundo mayor empleador de Luxemburgo con una plantilla de 4.110 trabajadores, por detrás de ArcelorMittal con 6.070.
A partir de 2019, el sector bancario privado se separó y se independizó. 